# Aspidiophorus paradoxus
Aspidiophorus paradoxus är en djurart som tillhör fylumet bukhårsdjur, och som först beskrevs av Voigt 1902.  Aspidiophorus paradoxus ingår i släktet Aspidiophorus och familjen Chaetonotidae. Inga underarter finns listade i Catalogue of Life.